# Коронаційні монети та жетони
Коронаційні жетони – монетоподібні жетони круглої форми, без вушка.
Монетоподібні (без вушка) жетони, що завжди перебували в тіні різних коронаційних медалей і рублівиків, випускалися до коронацій 11 з 14 імператорів Росії. (Не було випусків до коронації Петра I, Іоанна VI і Петра III). Оглядових робіт з коронаційних жетонів, мабуть, поки що немає. Навіть їх параметри у багатьох каталогах дано орієнтовно.
Тільки останніми роками стало зрозуміло, що коронаційні жетони є цікавими об'єктами вивчення для нумізматів. Жетони, випущені до коронації Олександра III, за масою близькі гривеньнику, 25- або 20-копієчнику. У XVIII - початку XIX століття у них і гурт шнуроподібний, характерний саме для монет. За спогадами сучасників, після коронації деякий час їх використовували як символи оплати, принаймні горілки (тобто вони були монетоподібними сурогатами грошей). Жетони, випущені до коронації Олександра III і Миколи II, важко прирівняти до будь-якого номіналу (саме в періоди їхнього царювання і були викарбувані коронаційні рублі). Проте ці жетони є продовженням традиційного ряду. Більшість серйозних колекціонерів у своїх зборах серед монет кожного царювання кладуть і коронаційний жетон — «вхідний квиток» до «експозиційної зали» монет цього царювання. Ціна жетонів шести царювань кінця XVIII - початку XX століття - 80 - 150[чого?]. К = 4[уточнити]. Набагато рідше зустрічаються ранні жетони, вони коштують 300-500.[чого?].
Про нечисленні золоті коронаційні жетони відомості також не систематизовані, але відомо, що вони випускалися у вазі червінця (від Катерини I до Катерини II ) або 5-рублівика (при Олександрі I ). У зарубіжних каталогах ці жетони розміщені серед монет нарівні з дукатами різних країн (теж не мають позначення номіналу). Інтервал цін не визначився, але в залежності від царювання та стану золоті жетони коштують від 2500 до 10000[чого?].
Багато колекціонерів вважають, що не менші підстави для включення в нумізматичні колекції мають і жетони, випущені на смерть імператора (вихідний квиток), ціни їх приблизно того ж рівня, що і коронаційні.